# Перестенко, Марина Владимировна
Марина Владимировна Перестенко (род. 5 марта 1966 года, Саки) — украинский и российский политический деятель.
Член КПУ, после аннексии Крыма Россией — член КПРФ.

## Биография
В 1988 году окончила Крымский ордена «Знак Почета» сельскохозяйственный институт им. М. И. Калинина.
В 2014 г. окончила КФУ им. Вернадского. Факультет управления по специальности «Государственное и муниципальное управление»
Трудовую деятельность начала в 1983 году работницей бригады колхоза «Путь Ленина» (Симферопольский район Крыма).
С 1989 года бригадир бригады.
С 1990 года работал агрономом.
С 1994 года председатель крестьянского (фермерского) хозяйства «Марс».
2006—2010 депутат Николаевского поселкового совета.
23.11.2007 — 12.12.2012 Народный депутат Украины VI созыва. Избрана по многомандатному общегосударственному округу от Коммунистической партии Украины, № 3 в списке.

## Семейное положение
Не замужем.
Сын Александр (1989 г. р.).